# Dream Evil
A Dream Evil egy svéd heavy/power metal együttes, melyet 1999-ben hozott létre a producerként ismert Fredrik Nordström.

## Tagok
- Nick Night - ének
- Ritchie Rainbow - ritmusgitár
- Pete Pain - basszusgitár
- Pat Power - dobok
- Daniel Warghamne - szólógitár

## Diszkográfia
- Dragonslayer (2002)
- Evilized (2003)
- Children of the Night (EP, 2003)
- The First Chapter (EP, 2004)
- The Book of Heavy Metal (2004)
- United (2006)
- Gold Medal in Metal (2008)
- In the Night (2010)

## Jellemzők
Dallamos, gyors metal zene, általában fantasy témájú dalszövegek, bizonyos dalokban kórus is hallható, lendületes gitártechnika.